# كيلروي كان هنا

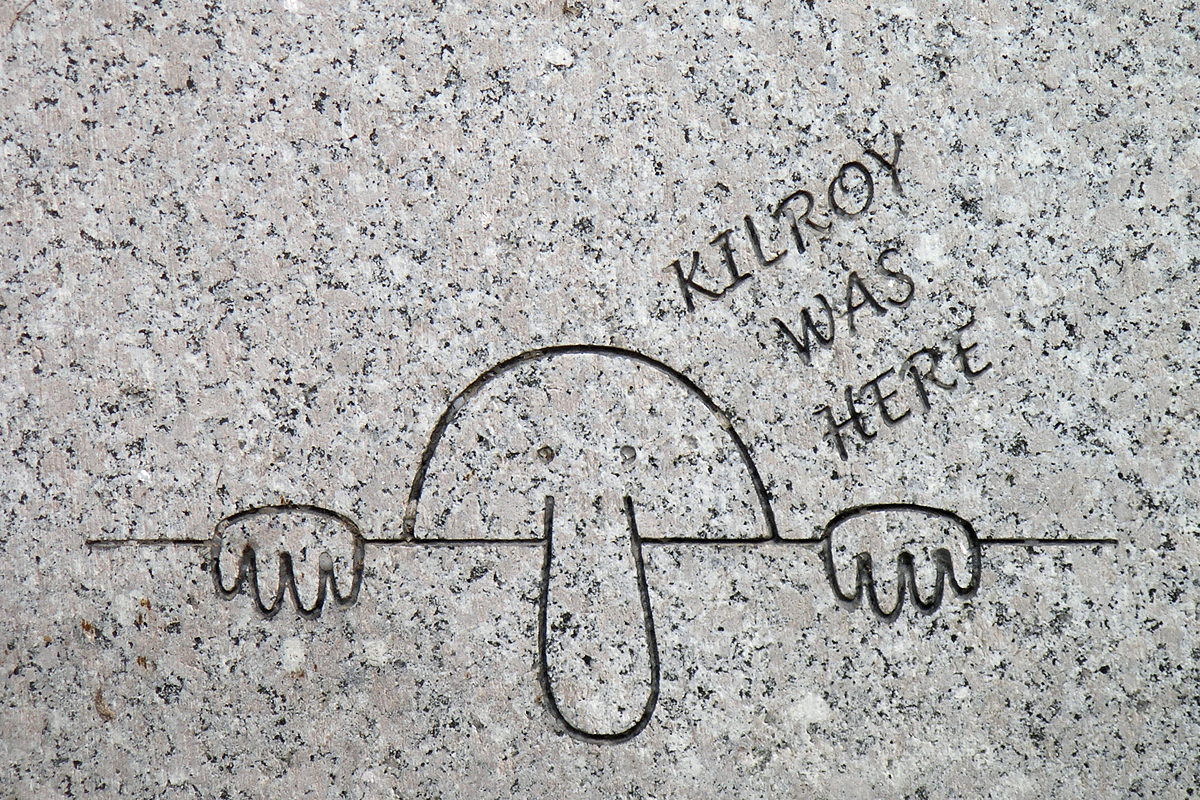
نقش "كيلروي كان هنا" على النصب التذكاري الوطني للحرب العالمية الثانية في واشنطن العاصمة.

كيلروي كان هنا (بالإنجليزية: *Kilroy was here*) هو تعبير أمريكي اشتهر خلال الحرب العالمية الثانية، وغالبًا ما كان يُستخدم في الكتابة على الجدران (الغرافيتي) التي يتركها الجنود في مواقع انتشارهم. يرافق العبارة عادة رسمٌ تخطيطي لرجل أصلع يُطلّ برأسه وأنفه البارز فوق حافة جدار، مع يدين تمسكان بالحافة.
يُعد هذا التعبير بمثابة رمز للوجود العسكري الأمريكي، ويُعتقد أن جنود القوات المسلحة الأمريكية هم من ساهموا في انتشاره خلال الأربعينيات، رغم أن أصل العبارة لا يزال موضع جدل.
يُعتبر "كيلروي كان هنا" المعادل الأمريكي لعبارة فوو كان هنا (*Foo was here*) التي ظهرت بين الجنود الأستراليين في الحرب العالمية الأولى. أما في المملكة المتحدة، فقد اشتهرت شخصية مشابهة تُعرف باسم "السيد تشاد" أو ببساطة "تشاد"، وربما تعود أصولها إلى رسمة كاريكاتيرية بريطانية ظهرت عام 1938.
وفقًا للباحث ديف ويلتون، "في مرحلة ما من الحرب، التقت شخصية تشاد البريطانية بـ كيلروي الأمريكي، وفي روح تحالف الحلفاء، اندمج الرسم البريطاني مع العبارة الأمريكية، ليظهر تشاد فوق عبارة كيلروي." وتشير بعض الروايات إلى أن للشخصية أسماء أخرى مثل: "سموي"، "كليم"، "أوفرباي"، "دولاب الموازنة"، و"المتطفل الخاص".
ويُذكر أن التأثير القوي لعبارة "كيلروي كان هنا" لم يكن فقط بسبب مضمونها، بل بسبب الأماكن غير المتوقعة التي كانت تظهر فيها. فبحسب المؤلف تشارلز باناتي:
"الانزعاج لم يكن مما تقوله العبارة، بل من الأماكن التي ظهرت فيها."
لا يوجد دليل قاطع على وجود شخص حقيقي يُدعى "كيلروي" كان وراء العبارة، رغم وجود العديد من الادعاءات بهذا الخصوص على مر السنين.

## أصل استخدام العبارة

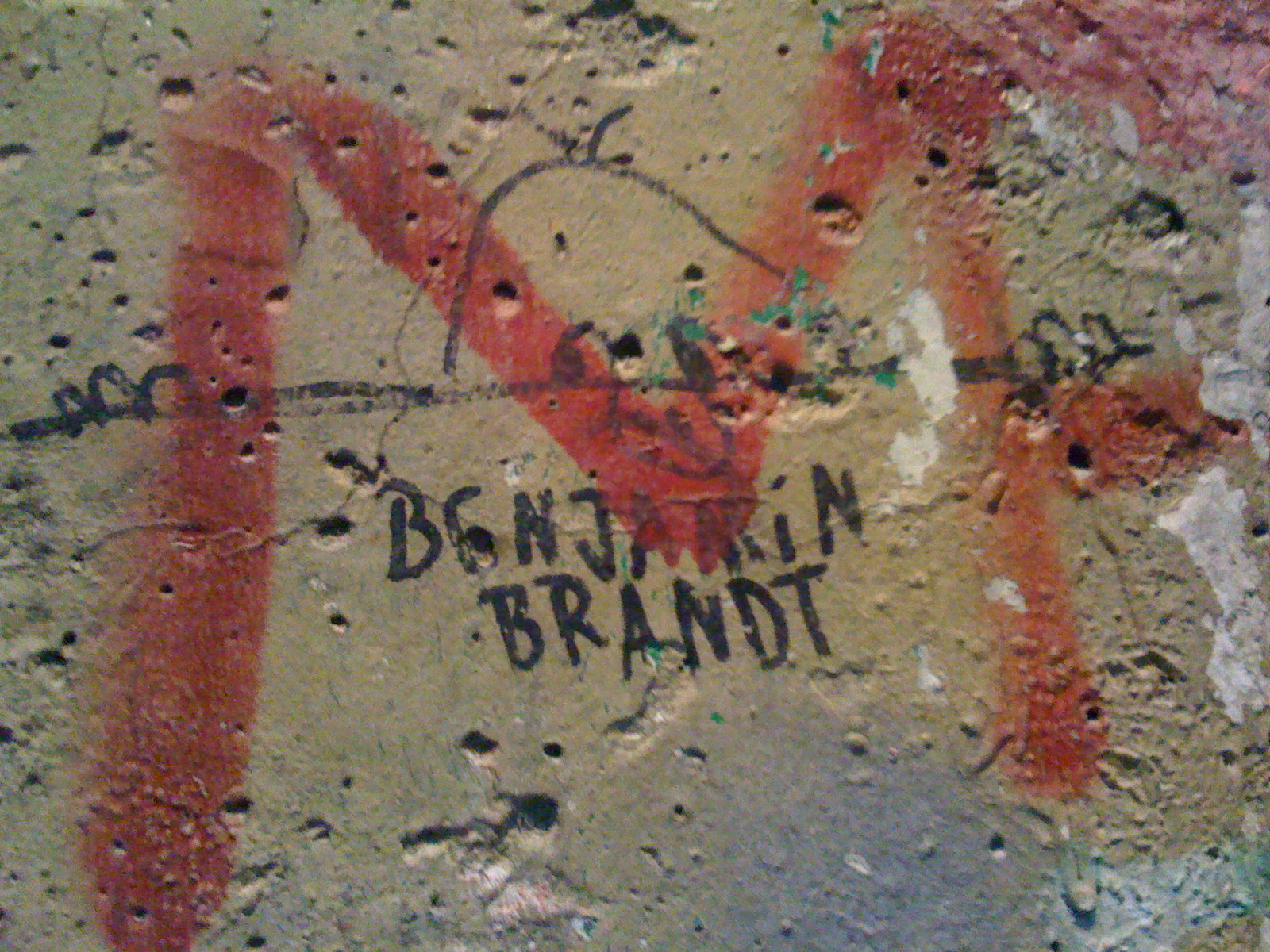
تصوير كيلروي على قطعة من جدار برلين في النيوزيام في واشنطن العاصمة.

قد تكون هذه العبارة قد نشأت من خلال جنود الولايات المتحدة الذين كانوا يرسمون الشعار المبتكر والنص «كيلروي كان هنا» على الجدران والأماكن الأخرى التي كانت تتمركز فيها أو تعلق بها أو تزورها. وأشار أحد الإعلانات في مجلة لايف بأن الجنود في عصر الحرب العالمية الثانية كانوا مغرمين بالادعاء بأن «أيًا كان الشاطئ الذي اقتحموه، دائمًا ما وجدوا إشارات أمامهم مفادها، 'كيلروي كان هنا'». أشار قاموس بروز للعبارات والخرافات بأنه مرتبط بشكل خاص بقيادة النقل الجوي الأقل عند ملاحظته في المملكة المتحدة. في مرحلة ما، يجب أن يكون الجرافيتي (تشاد) والشعار (كيلروي كان هنا) قد اندمجا.
تدعي العديد من المصادر بأن أصله يرجع إلى عام 1939. أي قبل الحرب العالمية الثانية. بثت قناة تاريخ الولايات المتحدة فورت نوكس: كشف الأسرار التي تم الكشف عنها في عام 2007 عن لقطة لكتابة بطبشور «كيلروي كان هنا» بتاريخ 1937-05-13. تم تحميل قبو فورت نوكس في عام 1937 وكان يتعذر الوصول إليه حتى السبعينيات، عندما تم إجراء التدقيق وتم تصوير اللقطات. ومع ذلك، شارك المؤرخ بول أوربان في إنتاج البرنامج، ويقول بإن اللقطات كانت عبارة عن إعادة بناء.
ووفقًا لأحدى القصص، عثرت الاستخبارات الألمانية على العبارة على معدات أمريكية مأسورة. أدى هذا لاعتقاد أدولف هتلر بأن كيلروي يمكن أن يكون الاسم أو الاسم الرمزي لجاسوس الحلفاء رفيع المستوى. في وقت مؤتمر بوتسدام في عام 1945، وأشيع بأن ستالين قد وجد «كيلروي كان هنا» مكتوبًا في حمام كبار الشخصيات، مما دفعه إلى سؤال مساعديه من هو كيلروي. أشار مصور الحرب روبرت كابا إلى استخدام العبارة في باستون في ديسمبر عام 1944: «على الجدران السوداء المتفحمة لحظيرة مهجورة، تم تزييتها بالطباشير الأبيض، كانت أسطورة جنود أولفي: كيلروي كان عالقاً هنا.»

### فوو كان هنا
اُسْتُخْدِمَت العبارة «فوو كان هنا» في الفترة من 1941 إلى 1945 حيث كان المعادل الأسترالي لـ «كيلروي كان هنا». كان «فوو» يُنظر إليه على أنه الغريملين من قبل القوات الجوية الملكية الأسترالية، وقد أشتق أسمه من فيلم «سموكي ستوفر» الذي يعود إلى ثلاثينيات القرن العشرين والذي استخدمت فيه الشخصية كلمة «فوو» عندما لم يتذكر أسم شيء ما. ولقد زُعم بأن فوو جاء من اختصار لـمسؤول المراقبة الأمامي، ولكن هذا ليس مرجح.

### الكيلروي الحقيقي
يقول قاموس أوكسفورد ببساطة بإن كيلروي كان «اسم شخص أسطوري». إحدى النظريات تحدد جيمس جي كيلروي (1902-1962) كرجل وراء التوقيع مفتش بناء السفن الأمريكية. وأشارت صحيفة نيويورك تايمز إلى كيلروي كأصل في عام 1946، استناداً إلى نتائج مسابقة أجرتها رابطة العبور الأمريكية لتحديد أصل هذه الظاهرة. وأشار المقال إلى أن كيلروي قام بتعليم السفن أثناء بناءها كطريقة للتأكد من أنه قد قام بفحص المقصورة، وسيتم العثور على العبارة في الطباشير في الأماكن التي لا يمكن لأحد الوصول إليها من أجل الكتابة على الجدران. ويشير قاموس بروز للعبارات والخرافات هذا كمصدر محتمل، ولكنه يشير إلى أن «العبارة نمت عن طريق الصدفة.»
أفاد لويل صن في نوفمبر 1945 بأن الرقيب. فرانسيس ج. كيلروي، الأبن من إيفرت، ماساتشوستس كتب«كيلروي سوف يكون هنا الأسبوع المقبل» على لوحة إعلانات ثكنة في قاعدة جوية في بوكا راتون، فلوريدا بينما كان معتل بمرض الأنفلونزا، وأختيرت العبارة من قبل الطيارين الأخرين وانتشرت بسرعة في الخارج. وكالة أسوشيتد برس بالمثل ذكرت رواية الرقيب. كيلروي عن دخوله المستشفى في بداية الحرب العالمية الثانية، وكتب صديقه الرقيب. جيمس مالوني العبارة على لوحة الإعلانات. أستمر مالوني في كتابة العبارة المختصرة عندما تم شحنه بعد شهر، وفقًا لحساب أسوشيتد برس، سرعان ما ألتقطه رجال الطيران الآخرون. كتب فرانسيس كيلروي العبارة فقط عدة مرات.

## تشاد
وكان الشكل معروفًا في البداية في المملكة المتحدة باسم «السيد تشاد» وسيظهر مع شعار "Wot، no sugar" (ماذا، لا سكر) أو عبارة مماثلة تحسر على النقص والتقنين. كان يظهر في كثير من الأحيان بشعر مجعد من الشعر يشبه علامة الأستفهام يتقاطع مع عينيه. عبارة «ماذا، لا —?» يعود تاريخها إلى ما قبل «تشاد» وكانت تستخدم على نطاق واسع بشكل منفصل من الخربشات. تم استخدام تشاد من قبل سلاح الجو الملكي البريطاني والمدنيين. وكان معروفاً في الجيش بأسم المتطفل الخاص، وفي البحرية كان يسمى المراقب. ربما رسم تشاد رسام الكاريكاتير البريطاني جورج إدوارد تشاترتون لأول مرة في تشاد عام 1938. وأطلق على تشاترتون لقب «تشات»، الذي ربما أصبح بعد ذلك «تشاد.» كتبت مجلة لايف في عام 1946 بأن سلاح الجو الملكي البريطاني والجيش كانوا يتنافسون على المطالبة به كأختراع خاصة بهم، لكنهم أتفقوا على أنه ظهر لأول مرة في عام 1944. الشخصية تشبه أليس الأبله، شخصية في باباي ظهرت لأول مرة في عام 1933،؛ وأسم آخر لتشاد كان «الأبله».
أقترح متحدث بأسم متحف لندن لسلاح الجو الملكي في عام 1977 بأن تشاد ربما كان تكيفًا للحرف اليوناني أوميغا، المستخدم كرمز للمقاومة الكهربائية. ربما كان مبتكره كهربائيًا في الطاقم البري. وأقترحت لايف بأن تشاد نشأ عن طريق المهندسين الكهربائيين والميكانيكيين الملكية، وأشارت إلى أن رمز تيار متردد يشبه تشاد (موجة جيبية من خلال خط مستقيم) أن علامات زائد وناقص في عينيه تمثل القطبية، وأن أصابعه هي رموز المقاومات الكهربائية. عادة ما يتم رسم الشخصية في أستراليا مع الإيجابيات والسلبيات مثل العينين والأنف والعيون تشبه موجة جيبية مشوهة. وأقترحت الجارديان في عام 2000 بأن «السيد تشاد» كان في أساس رسم تخطيطي يمثل الدائرة الكهربائية. قال أحد المراسلين بإن رجلاً يدعى ديكي لايل في سلاح الجو الملكي البريطاني ياتسبوري في عام 1941، ورسم نسخة من الرسم البياني كوجه عندما غادر المرشد الغرفة وكتب «ماذا، لا يغادر؟» تحتها. تكررت هذه الفكرة في تقديمها إلى هيئة الإذاعة البريطانية في عام 2005 والتي تضمنت قصة محاضر رادار عام 1941 في غينزبورو، لينكولنشاير الذي رسم مخطط الدائرة مع عبارة «ماذا! لا الإليكترونات؟» تقول جمعية متدربين كرانويل RAF بإن الصورة جاءت من رسم تخطيطي لكيفية تقريب موجة مربعة باستخدام موجات جيبية، وأيضًا في RAF ياتسبوري ومع مدرب يدعى تشادويك. هذا الإصدار كان يسمى في البداية دومي أو دوومي، وأشارت لايف إلى أن دوومي كان يستخدم من قبل سلاح الجو الملكي البريطاني. وأدعت المهندسين الكهربائيين والميكانيكيين الملكية بأن الأسم جاء من مدرسة التدريب، الملقب بـ«معبد تشاد»؛ زعم سلاح الجو الملكي البريطاني بأنه نشأ من منزل تشادويك في مدرسة إذاعية في لانكشاير؛ وأدعت جرذان الصحراء بأنه جاء من ضابط في العلمين.
من غير الواضح كيف أكتسب تشاد شعبية واسعة أو أصبح مختلط مع كيلروي. ومع ذلك، فقد أُستخدم على نطاق واسع في جزء متأخر من الحرب والسنوات التي أعقبت الحرب مباشرة، مع وجود شعارات تتراوح ما بين «ماذا، لا خبز؟» أو «ماذا، لا شاي؟» للأحتجاج، وتمت رؤيته ذات مرة على جانب أول طائرة شراعية بريطانية محمولة على الهواء في عملية ماركت جاردن مع شكوى «ماذا، لا محركات؟» ذكرت صحيفة لوس أنجلوس تايمز في عام 1946 بأن تشاد كان «الخربشة رقم. 1»، مشيرة إلى ظهوره على حائط في مبنى البرلمان بعد أنتصار حزب العمال في انتخابات عام 1945، مع «ماذا، لا محافظين؟» أظهرت القطارات في النمسا في عام 1946 السيد تشاد جنباً إلى جنب مع عبارة «ماذا—لا فوهرر?»
كما أصبح التقنين أقل شيوعاً، وكذلك المزحة. يُنظر إلى الرسوم الكاريكاتورية أحيانًا اليوم على اعتبارها "كيلروي كان هنا، لكن «تشاد» وشكاويه سقطت منذ فترة طويلة من الاستخدام الشائع، على الرغم من استمرار مشاهدتها أحيانًا على الجدران والإشارات في الثقافة الشعبية.

## سموي
وعن ظاهرة كيلروي في عام 1946، تصف مجلة ميلووكي رسم الشعار المبتكر بأنه النظير الأوروبي لـ«كيلروي كان هنا»، تحت أسم سموي. كما تقول بأن سموي كان يسمى كليم في المسرح الأفريقي. بينما كان كيلروي يتمتع باهتمام من جديد بعد الحرب بسبب البرامج الإذاعية والكتّاب الهزليين، فقد أختفى أسم سموي بالفعل بحلول نهاية عام 1946. كما لاحظ أحد أفراد الطيارين من طراز B-24 في عام 1998 التمييز بين شخصية سموي وكيلروي (الذي يقول بإنه لم يظهر في الصورة أبداً)، وأقترح بأن سموي يقف لصالح «رجال أوروبا الحزينين». أصر مراسلون لمجلة لايف في عام 1962 أيضاً بأن كليم، السيد تشاد أو لوك الشبح كان أسم هذه الشخصية، وأن كيلروي كان غير مصور. أقترح المحرر بأن الأسماء كانت كلها مترادفة في وقت مبكر من الحرب، ثم فصلت فيما بعد إلى شخصيات منفصلة.

## أسماء أخرى
تظهر رسومات مماثلة في العديد من البلدان. هيربي (كندا)، أوفرباي (لوس أنجلوس أواخر الشتينيات)، دولاب الموازنة، المتطفل الخاص، الجيب، كليم (كندا) كلها أسماء بديلة. كما أستخدم إعلانًا في لوحة بيلبورد في تشرين الثاني / نوفمبر 1946 للبلاستيك «كيلرويس» أيضًا استخدمت أسماء كليم وهافينجر ولوك الشبح والبعض وستينكي. كان «لوك الشبح» أسم قاذفة بي -29، ويشبه فنها فن رسم الشعار المبتكر ويقال بإنه تم إنشاؤه في مصنع بوينغ في سياتل. في شيلي، تعرف الشخصية بأسم «سابو» (المصطلح العامي للفضولي).
في بولندا، تم استبدال كيلروي بـ«جوزيف تكازوك»، «روبرت مذرويل»، أو «م. باولينا». في روسيا، عبارة «فاسيا كان هنا» ((الروسية: Здесь был Вася)) هي جزء من كتابات شهيرة.

## في الثقافة الشعبية
شوهد كيلروي في عدد من المسلسلات التلفزيونية والأفلام بما في ذلك هوجانز هيروز (على جدار «المبردة»)، أميريكان داد!، دكتور هو، التدفق البعيد، فرينج، فيوتشوراما، توتال دراما أدفنتشر، تحسين المنزل، أبطال كيلي، M*A*S*H، المنتقمون الجدد، تايكن، بوباي البحار، لوني تونز وساينفيلد؛ وفي ألعاب الفيديو هالو 3، الاخوة في السلاح: الجحيم في الطريق السريع، فول أوت: فيغاس الجديدة، باي داي 2، ألفريد هيتشكوك يقدم، داينو دي-داي، تزلج 3، إيفيري بادي غان تو ذا رابتور، وور ثندر، ميجا مان ليجندز 2، كاونتر سترايك: المصدر، كول أوف دويتي: الحرب العالمية الثانية ؛ لعبة الكمبيوتر كرونوماستر، وفي مسلسل الرسوم المتحركة وقت المغامرة، في حلقة «قديم جداً»، توقيع فين البشري. بالإضافة إلى ذلك:
- في أيلول / سبتمبر عام 1946، أصدرت إنتربرايس ريكورد أغنية لمغني أن بي سي بول بايج بعنوان «كيلروي كان هنا.»[15]
- بيتر فيريك كتب قصيدة، نشرت في عام 1948، عن كيلروي في كل مكان، مكتوبًا بأن «الله مثل كيلروي. إنه، أيضًا، يرى كل شيء.»
- في فيلم عام 1948 أنا أحب المتاعب يكتب المحقق ستيوارت بيلي «كيلروي كان هنا» على وسادة بجوار فتاة نائمة.[29]
- في كوميكس بينوتس، تدّعي لوسي بأن جدتها كانت واحدة من أول من قام بكتابة الشعار المبتكر في غرفة السيدة. في كوميكس آخر، يقوم سنوبي بكتابة رسومات الشعار المبتكر على ورقة على يسار المكتب.[30] هذا واحد من العديد من مراجع الحرب العالمية الثانية التي أُدخلت في القطاع.
- تصور قصة إسحاق عظيموف «الرسالة» (1955) جورج كروزر الذي كان مسافراً لفترة طويلة من القرن الثلاثين ككاتب للجرافيتي.
- ذكر كيلروي في القافية التالية، التي نشرت في ديلر، دولار: القوافي والأقوال عالم الساعة العاشرة (1955)، التي جمعتها ليليان موريسون:

صفق بيديّ وأقفز فرحاً؛

كنت هنا قبل كيلروي.

آسف لإفساد نكتك الصغيرة.

كنت هنا، لكن قلمي الرصاص أنكسر.

- كيلروي
- تتضمن رواية توماس بينشون ف. (1963) مقترح إنشاء خربشة كيلروي من مخطط مرشح تمرير النطاق.[31]
- في 25 ديسمبر 1968، تم نقل محاكاة ساخرة لـ"تواس ليلة ما قبل عيد الميلاد" من تأليف كين يونغ إلى أبولو 8 التي ظهرت في الخطوط "عندما تظهر عيناه المتعجرفتان، ولكن علامة بورما للحلاقة تقول،" كان كيلروي هنا."[32]
- تم إنشاء سلسلة أشرطة كيلروي، الشهيرة لدى طلاب جامعة إنديانا في بلومنغتون، إنديانا، في عام 1975 من قبل بيل وليندا برال وتم تسميتها وتميزها بمظهر كيلروي.[33]
- تم أعتماد ألبوم ستيكس بعنوان كيلروي كان هنا (1983) بلاتينيوم من قبل رابطة صناعة التسجيلات الأمريكية (RIAA). أغنية ستيكس «السيد روبوتو»، تنتهي مع عبارة «أنا كيلروي.»[34]
- في عام 1997، ظهر كيلروي في الختم رقم 1422 الصادر في نيوزيلندا في 19 مارس.[35]
- رواية آن باكر (المؤلف) الشهيرة الغوص من جسر كلاوسن (2002) تتميز بشخصية أسمها كيلروي، وهو لقب مشتق من «كيلروي كان هنا.»[15]
- بدأ فيلم يستند إلى ظاهرة الكتابة على الجدران في الإنتاج في يونيو 2017. تم إخراج الفيلم من قبل كيفن سميث وكتابة سميث وأندرو ماكليفريس.[36] تمت كتابتها في الأصل على أنها ميزة كرامبس، ولكن تمت إعادة كتابتها لاحقًا بعد فيلم رعب هوليوود 2015 الذي يحمل نفس الاسم.

## مزيد من القراءة
- Kilroy, James J. of Halifax, Massachusetts (12 يناير 1947). "Who Is 'Kilroy'?": 30. مؤرشف من الأصل في 2016-03-03. {{استشهاد بدورية محكمة}}: الاستشهاد بدورية محكمة يطلب |دورية محكمة= (مساعدة)صيانة الاستشهاد: أسماء متعددة: قائمة المؤلفين (link) صيانة CS1: أسماء متعددة: قائمة المؤلفون (link)

أوميغا هو أحد الأصول المقترحة لتشاد

- Walker، Raymond J. (يوليو 1968). "Kilroy was here. A history of scribbling in ancient and modern times". Hobbies - the Magazine for Collectors. ج. 73: 98N–98O. ISSN:0018-2907.

## وصلات خارجية
- أساطير «كيلروي كان هنا» باتريك تيليري
- «ما هو أصل 'كيلروي كان هنا؟»، ذا سترايت دوب
- على الأسطورة من snopes.com
- رسمة تشاد في ألبوم الجيش من 21 حزيران / يونيو 1944 من قبل رون غولدشتاين، مع التسمية التوضيحية «ماذا! تغادر مرة أخرى؟» الألبوم محفوظ الآن في متحف الحرب الإمبراطوري.